# Batalha de Las Piedras (1811)
A batalha de Las Piedras foi o primeiro triunfo importante de José Gervasio Artigas no comando do exército patriota da Junta Grande de las Provincias Unidas del Río de la Plata no território da Banda Oriental. Nela derrotou as forças monarquistas do governador de Montevidéu e do novo vice-rei do Río de la Plata, Francisco Javier de Elío, no meio da tarde de 18 de maio de 1811.
Ambos os lados entraram em confronto em nome do rei Fernando VII da Espanha.
Não deve ser confundido com o combate de Las Piedras, travado em Salta em 1812. Ambas as batalhas foram vitórias patrióticas e, junto com outras, são mencionadas na versão original do Hino Nacional Argentino: " San José, San Lorenzo, Suipacha / ambas as Pedras, Salta e Tucumán, / a colônia e os mesmos muros / do tirano na banda oriental”.

## Desenvolvimento
O governador de Montevidéu e já então vice-rei do Río de la Plata, Francisco Javier de Elío, nomeou o capitão da fragata José Posadas, chefe das forças regulares que guardavam a fortaleza monarquista. Posadas instalou sua sede em San Isidro Labrador de Las Piedras, nas proximidades de Montevidéu, para travar um confronto decisivo contra os revolucionários de lá.
Enquanto isso, José Artigas se estabeleceu na cidade de Nuestra Señora de Guadalupe. Os artiguistas chegaram a formar um exército de mil homens, enquanto as milícias Posadas eram formadas por 1 230 pessoas, das quais quase duzentas desertaram e se juntaram ao lado revolucionário rioplatense em meio ao calor da luta.
Os soldados espanhóis eram profissionais, tinham artilharia e os fuzis mais modernos da época. Eles estavam preparados para realizar manobras militares complexas e aproveitar ao máximo as armas que possuíam. A milícia artiguista era formada, em sua maioria, por conterrâneos e desertores das fileiras monarquistas.
Embora a altitude favorecesse os espanhóis, foi Artigas quem deu o primeiro passo: por volta das onze horas da manhã de 18 de maio, enviou parte da infantaria sob o comando de Antonio Pérez. Em resposta, Posadas mandou abrir fogo contra o grupo, que travou uma suposta retirada. A infantaria espanhola abandonou sua posição vantajosa para perseguir os revolucionários. O irmão de José Artigas, Manuel Artigas, no comando de cerca de 600 cavaleiros armados com boleadoras e aguilhões, atacou a retaguarda de Posadas pela esquerda e, assim, prendeu o exército espanhol entre duas forças: a cavalaria e a infantaria.
A batalha durou várias horas, até às 5 da tarde, quando as tropas espanholas começaram a abandonar os seus postos, o capitão José Posadas levantou uma bandeira branca e entregou a sua espada a Artigas, um importante acontecimento simbólico para a revolução.